# Crespino
Crespino (velenceiül Crespin) település Olaszországban, Veneto régióban, Rovigo megyében. Lakosainak száma 1744 fő (2023. január 1.). Crespino Riva del Po, Gavello, Guarda Veneta, Pontecchio Polesine, Rovigo, Villanova Marchesana és Ceregnano községekkel határos.

## Népesség
A település lakossága az elmúlt években az alábbi módon változott:
| Lakosok száma | 1871 | 1850 | 1744 |
|               | 2017 | 2018 | 2023 |